# ブラック・ジャック全話
ブラック・ジャック全話は、手塚治虫の「ブラック・ジャック」のリスト。
1973-1978年の連載229話、連載終了後の13話、1976年3月の増刊号の1話からなる。

## 一覧
1 医者はどこだ！　　1973/11/19
ブラック・ジャック登場。患者は交通事故の重傷患者。B.J.は「この患者のために肉体を犠牲にする人間が要る！」と言う。
2 海のストレンジャー　　1973/11/26
B.J.は外傷患者と並べて、撃たれたイルカを治療する。イルカはB.J.の乗る船を陸へ案内する。
3 ミユキとベン　　1973/12/3
B.J.の家が登場。末期がんのミユキの手術料500万円を、ベンは強盗して入手しようとする。
4 アナフィラキシー　　1973/12/10
アレルギーで麻酔をかけられない患者を電気麻酔で手術する。だが患者は自殺した。
5 人間鳥　　1973/12/17
B.J.は車いすの少女イカルを手術し、空を飛べるようにする。
6 雪の夜ばなし　　1973/12/24
飛行機事故で死んだ兄弟が訪問。患者はその母親だが、B.J.には見えない。
7 海賊の腕　　1974/1/1
イッチンはガスえそで腕を切断。そしてB.J.が作った義手は話ができた。
8 とざされた記憶　　1974/1/8
ヒゲオヤジは戦争中に頭を殴られ記憶を失った。B.J.は頭部血腫を除去し記憶を戻したが．．
9 ふたりの修二　　1974/1/14-21
社長のあとつぎとなる息子・修二が死んだ。会社を守るため、社長は娘・久美を男に変える事を依頼する。
10 鬼子母神の息子　　1974/1/28-2/4合併号
凶悪な連続誘拐犯は女だった。捜査の手が伸び、女は疑われないように自分の息子がさらわれた狂言をする。
11 ナダレ　　1974/2/11
鹿の脳を頭蓋骨の外に移植して知能を上げた。しかし鹿は狂暴になっていった。
12 畸形嚢腫　　1974/2/18
その畸形嚢腫には人間の器官がそろっていた。B.J.はそれを人間にし、ピノコが生まれる。
13 ピノコ愛してる　　1974/2/25-3/4合併号
交通事故の子について、父親と手術料について論争している間に子供は死んでしまう。
14 後遺症　　1974/3/11
プロ野球選手・堀切の大動脈瘤を手術。しかし堀切は成績不振になる。
15 ダーティ・ジャック　　1974/3/18
落盤事故でB.J.と幼稚園児たちはトンネルに閉じこめられる。
16 ピノコ再び　　1974/3/25
B.J.は自分の腹膜炎の手術を鏡を見ながら行う。ところが止血鉗子が足りなくなった。ピノコが助手をした最初の話。
17 灰色の館　　1974/4/1
依頼者の女は、残酷な兄を殺して焼こうとした。兄は息を吹き返し、地下室に隠された。
18 二度死んだ少年　　1974/4/8
殺人犯の少年は飛び降りて仮死。それを助けたB.J.。しかしその少年は死刑となる。
19 木の芽　　1974/4/15
幹男は体から木の芽が出てくる。彼の家族が南米に住んでいたときに、庭に植えたサボテンだった。
20 発作　　1974/4/22
ピノコが見つけてきた患者は、腹痛を訴える女。
21 その子を殺すな！　　1974/4/29
子宮外妊娠の患者にハリ・アドラが心霊手術をする。生まれてきた子は．．
22 血がとまらない　　1974/5/13
地方から上京した二人が恋人になる。二人はそれぞれ血液の病気を持っていた。
23 誘拐　　1974/5/20
B.J.は大統領の手術を行うが、それを妨害するグループがピノコを誘拐する。
24 万引き犬　　1974/5/27
ピノコの希望でノラ犬の手術をした。ラルゴというその犬は、時々人のものを取って逃げていく。
25 灰とダイヤモンド　　1974/6/3
ヒゲオヤジは、ダイヤモンド300個、30億円分を体に埋めこむ手術を、B.J.に依頼。B.J.はそれをくすねる。
26 パク船長　　1974/6/10
隣国からの密航船が座礁。負傷した船長を手術するためB.J.が呼び出された。船もあと3時間で沈む。
27 白葉さま　　1974/6/17
患者は魚鱗癬の子供。B.J.は一家心中した子供の皮膚を移植する。
28 指　　1974/6/24
B.J.の少年時代の親友間久部が、指紋の取り替えを依頼。この原稿は227話に流用され、単行本に収載されていない。
29 ときには真珠のように　1974/7/1
B.J.にメスが届いた。送ったのは恩師、本間丈太郎だった。B.J.が訪問中に本間は死ぬ。
30 ピノコ生きてる　　1974/7/8
ピノコが白血病を発病。B.J.は救命のため、血のつながる姉を捜索する。
31 化身　　1974/7/15
トミーと愛馬は車にはねられた。B.J.は愛馬の脳をトミーに移植し救命する。
32 閉ざされた三人　　1974/7/22
地下水を汲み上げすぎたデパートが陥没し、B.J.ら3人はエレベーターに閉じこめられる。酸素が減り呼吸困難になっていく。
33 獅子面病　　1974/7/29
ランプ警部の息子はページェット病で、顔が変形していた。B.J.は脳下垂体部分切除とラジウム片移植術を行う。
34 ある教師と生徒　　1974/8/5
学校教師を嫌う生徒が車に飛び込み重態に。その教師がB.J.に手術を依頼。
35 なにかが山を．．　　1974/8/12
B.J.が狂犬病患者に遭遇。その原因の犬にB.J.も噛まれる。しかし飼い主は狂犬病である事を認めない。
36 しずむ女　　1974/8/19
ヨーコは公害病で知能障害があり歩けない。B.J.は歩けるように手術をする。
37 ２人のジャン　　1974/8/26
一つの胴体に２つの頭がついたシャム双生児の手術を依頼される。
38 ピノコ還る！　　1974/9/2
B.J.家に泥棒が入った。ピノコは同情し金を渡しに行く。いなくなったピノコを捜索し、B.J.は医師免許をもらいそこなう。
39 純華飯店　　1974/9/9
純華飯店の主人の胆石の手術を依頼される。その息子が胆石を溶かす薬を開発したと聞き、B.J.は取った胆石を埋めなおす。
40 焼け焦げた人形　　1974/9/16
奏竜組長の車が爆破され、組長と息子は重傷熱傷を負う。B.J.は父の皮膚を息子に移植する。
41 植物人間　　1974/9/23
フェリーの衝突事故で植物状態になった女性。B.J.は息子の脳と脳波線でつないで意識を交信させる。新書版4巻の初回出荷分に収載されたのみで、新書版4巻の現行分などの単行本には収載されていない。
42 赤ちゃんのバラード　　1974/9/30
不良女子高生がコインロッカーに赤ちゃんを見つける。彼女はB.J.に治療を依頼する。
43 誤診　　1974/10/7
腹痛患者を病院長は、腹膜炎の疑診で、B.J.をまじえて手術。膵臓炎と判明した。
44 目撃者　　1974/10/14
爆弾テロの犯人を目撃した売店の店員は、その爆発で失明してしまった。B.J.は視力回復を依頼される。
45 白いライオン　　1974/10/21
病弱な白いライオン・ルナルナを救命することを、B.J.は依頼される。
46 恐怖菌（原題：死に神の化身）1974/10/28
細菌兵器の輸送船内で感染した船員たちを治療する。ドクター・キリコが初登場。
47 光る目　　1974/11/4
いじめられっ子哲男の目が、緑内障のために光るようになった。これは宇宙人の力だと言い、番長からいじめられなくなる。
48 電話が三度なった　　1974/11/11
B.J.が医者を憎む男、慎に撃たれた。慎の姉もまきぞえとなり、B.J.は負傷の身で彼女を手術する。
49 二つの愛　　1974/11/18
トラックにはねられ両手をなくした寿司職人タク。彼はトラック運転手・明に自分の代わりに寿司職人になるよう要請。
50 めぐり会い　　1974/11/25
船医の如月恵がピノコに話す回顧談。B.J.が医局員時代の恋愛談だった。
51 ちぢむ!!　　1974/12/2
アフリカの戸隠医師に招かれ、動物や人間がちぢんでいく奇病に挑戦する。
52 人面瘡　　1974/12/9
言葉をしゃべる人面瘡を治療する。治療した相手は連続殺人犯だった。
53 はるかなる国から　　1974/12/16
心臓の先天疾患の手術をB.J.は一度断る。しかし板台教授への対抗心から改めて引き受ける。
54 アリの足　　1974/12/23
ポリオの少年が広島・大阪間を徒歩で歩く。そのルートは、B.J.が過去に大けがからのリハビリをしたルートだった。
55 ストラディバリウス　　1975/1/1
B.J.の乗った飛行機は、事故のため北極圏に不時着した。同乗者にヴァイオリニスト、モロゾフ氏がいた。乗客らはエスキモー村に泊まるが．．
56 ふたりの黒い医者　　1975/1/6
ドクター・キリコの2度目の登場。患者は脊髄外傷後の四肢麻痺で、子供らの迷惑になりたくないと安楽死を希望していた。
57 ブラック・クイーン　　1975/1/13
ブラック・クイーンこと桑田このみは、恋人が大けがをし、なすすべがない。B.J.は彼女を眠らせ、その間に治療する。
58 快楽の座　　1975/1/20
鬼頭教授はうつ病の治療のための電子装置を三郎の脳に植え込んだ。三郎は抑制がきかなくなり、教授を刺す。この話は単行本に収録されていない。
59 にいちゃんをかえせ!!　1975/1/27-2/3合併号
ぬいぐるみ芸人タカオの下半身が象皮症になってしまう。
60 コルシカの兄弟　　1975/2/10
サーカスの双子の芸人タンとヤオは、一人が外傷を受けると、もう一人もなぜか同じ部位に受傷する。
61 針　　1975/2/17
地震のために注射針が折れ、患者の血管内に入った。心肺を傷つける前に取り出さねばならない。B.J.は針を捜索する。
62 ネコと庄造と　　1975/2/24
庄造は脳底出血のため、ネコを家族と思い込んで生活をしていた。B.J.は血腫を除去する。
63 オオカミ少女　　1975/3/3
山奥で倒れたB.J.を助けたのは、口蓋裂の少女レーカ。お礼に口蓋形成術をしたが、悲劇となる。
64 お前が犯人だ!!　　1975/3/10
強盗犯を逮捕するため、被害者の弟アトムがおとりとなり、犯人と会って自分を刺す。強盗犯に刺されたという証言をB.J.が求められたが．．
65 のろわれた手術　　1975/3/17
考古学者がミイラの石棺を発掘後、落盤事故にあった。その治療をする医者も次々に不慮の事故にあう。
66 火と灰の中　　1975/3/24
商社社長の息子・良平が、雄叫山火口で転落受傷。実は彼を受傷させたのは父親だった。
67 ふたりのピノコ（原題：緑柱石）1975/3/31-4/7
ピノコの顔のモデルは、医学雑誌に載っていた公害病患者ロミだった。ロミはベリリウム中毒で死ぬ。
68 えらばれたマスク　　1975/4/14
B.J.の父親が登場。現在の妻・蓮花がレプラにかかり、顔の整形を依頼される。
69 ガス　　1975/4/21
ピノコが青酸カリのカプセルを飲んでしまった。胃はすでに通過。カプセルは腸のどこなのか？
70 からだが石に．．　　1975/4/28
イタリアのある少年は進行性化骨性筋炎で、筋肉が石に変わっていく。B.J.は脳を別の死体に移植する手術を考える。そこで患者の父親は車で誰かをひき殺そうとする。
71 けいれん　　1975/5/5
B.J.には手がけいれんする持病があった。過去に大けがをしたとき、気胸で苦しめられたことの強迫観念によるものだった。
72 イレズミの男　　1975/5/12
身体中にイレズミを入れた、やくざの親分の腎臓癌の手術を依頼された。イレズミに傷をつけずに、という条件で。
73 こっぱみじん　　1975/5/19
B.J.話上最高の150億円の報酬。暗殺をねらう者が多い独裁者を、こっぱみじんとなった時以外は助けるという条件だった。
74 なんという舌　　1975/5/26
サリドマイド短肢症の少年にB.J.は手術で手をつけた。ただしそれは連続30分しか動かない手だった。
75 スター誕生　　1975/6/2
美容整形をうけたスター杉並井草は、かつての執刀医B.J.を忘れられず再会するが、B.J.は冷たい。
76 水頭症　　1975/6/9
手術をしないと2年の余命、手術をすると白痴となる水頭症患者・洋一を、B.J.はどう治療するか。
77 ドラキュラに捧ぐ　　1975/6/16
虚弱で倒れた生徒・しげりを送りがてら、女教師は家庭訪問した。その教師の血液型はRh-でしげりと一致し、教師は監禁される。
78 地下壕にて　　1975/6/23
B.J.らは完成したビルの地下を見学する。シャッターのコンピューター制御を実演したところ、見学者たちは閉じこめられる。
79 弁があった！　　1975/6/30
ドクター・キリコ登場3作目。患者はキリコの父で、縦隔気腫だった。
80 ピノコ・ラブストーリー　1975/7/7
患者はピノコの男友達。急な腹痛で手術をするが、内臓が左右逆の転位症で、B.J.にも手術が困難だった。
81 宝島　　1975/7/14
B.J.は高額の報酬を何に使っているのか？スカンク草井らがB.J.を拷問にかけ、沖縄のある島へ案内させた。
82 ハローCQ　　1975/7/21
筋ジストロフィーのジュンは、ニュージーランドのトムとアマチュア無線友達だった。トムが日本へやってくる。
83 地下水道　　1975/7/28
過激派学生が地下水道で爆弾テロを試みる。ところが暴発し、リーダーのB・Bが鉄骨の下敷きに。
84 デベソの達　　1975/8/4
発掘の名人達吉は、へそのヘルニアが嵌頓した。手術が終わった日はたまたま大雨で、発掘途中のゴルゴサウルスの化石が危険だった。
85 かりそめの愛を　　1975/8/11
ミチルはがんで余命は1週間。B.J.との結婚を希望し、式をあげて手術を受ける。
86 絵が死んでいる！　　1975/8/18
南の島で絵を描いていたゴ・ギャンを核実験が襲った。瀕死の彼にB.J.が行った手術は脳移植だった。
87 満月病　　1975/8/25
本間先生の娘、山下クミは異常に太った。原因は副腎の腫瘍だった。
88 報復　　1975/9/1
B.J.は医師免許をとることを拒否し、留置場に入れられる。イタリア富豪の孫が本態性血栓症となり、B.J.の治療を望むが．．
89 おばあちゃん　　1975/9/8
甚大医師はかつてニーマン・ピック病の子を治療完治したことがあった。その母親は一生かけてその治療費を払うのだった。
90 シャチの詩　　1975/9/15
B.J.家の近くの入り江には真珠がたくさんある。それはトリトンという名のシャチがかつて集めたものだった。
91 病院ジャック　　1975/9/22
B.J.は腸重積を手術。そこへテロリストが乱入、手術中止を命じ、病院の電源を爆破する。
92 奇胎　　1975/9/29
温泉旅館の職員タケが倒れた。妊娠反応があり6ヶ月のはずだが、レントゲンではおなかに石しか見えず、胎児心音もない。
93 水とあくたれ　　1975/10/13
有田はマリー症の水泳選手。B.J.にはなおすことはできないが、ピノコが生まれてから歩けるようになるまでの経過を話す。
94 サギ師志願　　1975/10/20
つとむは川崎病で心臓発作をおこす。しかし親には医者にみせる金がない。ヒゲオヤジ医師の入れ知恵で、親はB.J.に不渡り手形を発行して手術を依頼。
95 魔王大尉（原題：悪魔）　1975/10/27
アメリカのケネス大尉はベトナム戦争で頭に銃弾を受け、B.J.の摘出術を受ける。手術にはベトナム、グチャン村の孤児たちが立ち会った。
96 道すがら　　1975/11/3
B.J.がピレネー山脈で強盗にあった。そこの顔役ロペスの息子が破傷風にかかり、B.J.は彼が強盗の一味と断定する。
97 幸運な男　　1975/11/10
イランで爆発事故が起こり日本人が死亡。そのパスポートを手に入れたイラン人が、B.J.の整形を受け日本に来た。
98 犬のささやき　　1975/11/17
恋人を失った男が、亡き恋人の声を入れた音声テープを使い、愛犬の声帯の手術を依頼する。
99 友よいずこ　　1975/11/24
B.J.の顔に黒い皮膚があるのはなぜか。彼が大けがをしたとき、皮膚移植に協力してくれたのは、友人の混血児タカシだった。
100 古和医院　　1975/12/1
B.J.は山里のバスでバセドウ病の患児を見、あとを追い古和医院に着く。そこで古和医師に手術を勧める。
101 侵略者　　1975/12/8
サトルはウイルムス腫瘍で余命1週間。それを知った周囲は彼によそよそしくなる。サトルは周囲の人は宇宙からの侵略者がすりかわったんだ、と考える。
102 奇妙な関係　　1975/12/15
１億円強奪事件の犯人と刑事がそれぞれ負傷し、二人ともB.J.の医院に入院する。互いに顔を知らずに刑事の肝臓の一部が犯人に移植される。
103 帰ってきたあいつ　　1975/12/22
不良ジョーズは学園荒らしの最中に心筋梗塞で倒れ、B.J.の治療を受けた。以後ジョーズは学園祭ガードマンになる。
104 ピノコ西へ行く　　1976/1/1
ビタミン抵抗性クル病患児の両親は、治療効果がないとB.J.を告訴。B.J.は兵庫県の山小屋へ逃げる。ピノコは20歳になった。
105 雪の訪問者　　1976/1/5
関根教授は最近おかしく、手術中にもミスが多い。3年前に妻を亡くしたときに教授は手術中で、妻を見とれなかったことが理由だった。
106 浦島太郎　　1976/1/12
大正13年の炭坑爆発事故で、当時15歳の少年の昏睡状態が続いていた。その脳橋部血腫を除去し、B.J.は覚醒させる。ドクター・キリコが4度目の登場。
107 小さな悪魔　　1976/1/19
ジュンの母親は妊娠かと思いきや、胞状奇胎だった。ジュンはB.J.が胎児を殺したと誤解し、B.J.に睡眠剤を飲ませて殺そうとする。
108 クマ　　1976/1/26-2/2合併号
マタギの矢口冬造は巨大クマ、ジンベエを倒す事を生きがいにしていたが、ジンベエにやられて重症を負う。治療しようにも矢口家は雪にとざされる。
109 死者との対話　　1976/2/9
ある死刑囚は独房で聖書を読みはじめる。読みおわるまでは生きていたいと考え、B.J.に神経芽腫の手術を依頼する。
110 デカの心臓　　1976/2/16
デカは脳下垂体異常による巨人症だが、はげしい運動はできない。ある日彼が育てる鯉の生簀に車が転落し、油が流れ込む。
111 タイムアウト　　1976/2/23
子供がトラックから落ちた鉄材の下敷きになった。鉄材は重く助け出せない。B.J.は「からだを四個に切れば取り出せるだろう」と言う。
112 望郷　　1976/3/1
猫生島は公害のため住民が退去させられていた。B.J.は企業からの慰謝料をある家族から託され、息子ヤケッパチの学費として管理する。
113 もう一人のＪ　　1976/3/8
B.J.そっくりの男ジョナサンは、以前ハンスに殺されかけ、その復讐を誓った。ジョナサンは傷がなおらない病気を持っていた。
増刊 U-18は知っていた　　1976/3/10（B.J.特集増刊号）
大型コンピューターU-18は、自分は病気だと言い、B.J.を指名し治療を要求する。
114 ペンをすてろ！　　1976/3/15
マンガ家の猪谷は漫画賞を受賞。実は彼はゴーストライターで、本当の作者は彼の恋人。しかも尿毒症だった。
115 不発弾　　1976/3/22
B.J.の過去の大けがの理由があかされる。米軍の不発弾が爆発し、母子で瀕死の重症を負ったのだった。B.J.は不発弾の処理責任者をつきとめ、1人目に復讐する。
116 ハッスル・ピノコ　　1976/3/29
ピノコは大学入試を受ける。ところが入試中に腹痛が起き、入試を辞退せざるをえなくなる。
117 未来への贈りもの　　1976/4/5
エリテマトーデスの女と筋萎縮性側索硬化症の男が結婚する。しかし彼らの病気は直せない。B.J.は「だが未来なら！」と言う。
118 白い目　　1976/4/12
肺塞栓の患者の希望で、B.J.は総合病院で手術をする。手術中に患者は心停止。B.J.は「これはほんとの死じゃない、仮死だっ」と言い、手術を続行する。
119 ハリケーン　　1976/4/19
B.J.は小島で財閥の主人の膵臓癌を手術した。島をハリケーンが襲い、一家は軽飛行機で逃げだそうとするが、乗れるのは3人までだ。
120 悲鳴　　1976/4/26
レイは声帯ポリープの手術をした女子高生。友人らが見舞に来て、いっしょに大笑いをしたため声が出なくなってしまった。
121 曇りのち晴れ　　1976/5/3
患者はゴルフ中に落雷にあい内臓破裂。そのホテルの嘱託医は、午後からホテルはストだと言い診療を拒否。患者は車で運ばれるが倒木に邪魔される。
122 三度目の正直　　1976/5/10
レーサー池沢テツは、単心房という病気をもっており、過去2回B.J.が手術したが失敗。B.J.は意地で3度目の手術を希望する。
123 ディンゴ　　1976/5/17
B.J.はオーストラリアに行った。すでに依頼家族は死んで、皮膚に赤い斑点ができていた。やがてB.J.も熱と腹痛に倒れ、皮膚に赤い斑点が。
124 きみのミスだ！　　1976/5/23
ペニシリンアレルギーの患者にペニシリンを打ち患者が死んだ。その医院で、責任は指示した医師でなく、注射した看護師にかぶせられる。
125 老人と木　　1976/5/31
関東大震災の時代から立つ、枯死寸前のケヤキが切り倒される事になった。ケヤキを愛していた老人は首吊り自殺をはかる。
126 座頭医師　　1976/6/7
座頭医師・琵琶丸登場。下町にあらわれ、無料で治療を行うハリ師だった。
127 執念　　1976/6/13
医学生山之辺が国家試験に受かった時、すでに膵癌に犯されていた。彼は一度だけでも、手遅れでないガンをなおしたいと望む。
128 最後に残るもの　　1976/6/21
西ドイツで6つ子が生まれた。最後の子は1ヶ月の胎児の姿。上の5人は1人ずつ死んでいく。ドクター・キリコ5度目の登場。
129 殺しがやってくる　　1976/6/28
B.J.はオレ大統領の治療を依頼された。それを妨害する暗殺者は、B.J.の指を吹っ飛ばそうとする。その時ピノコが大けがをし、B.J.はまず彼女を治療させろと交渉する。
130 霧　　1976/7/5
美江は緊張病のため高校を中退。B.J.の治療を受けたが、逃げ出して谷川岳で遭難。B.J.はあとを追い、重傷の彼女を発見する。
131 青い恐怖　　1976/7/12
B.J.が所有する三界島の住人、太一は海で巨大シャコ貝に足をはさまれる。シャコ貝は動かせず、満潮になったら溺れてしまう。
132 研修医たち　　1976/8/2
研修医たちが腎腫脹の患者をめぐって院長と対立。患者を彼らだけで治療する事になった。B.J.に手術に立ち会ってほしいと依頼する。
133 てるてる坊主　　1976/8/9
B.J.の先輩の医院が借金で経営困難になった。B.J.はそこで働き、門脈圧亢進症の患者を手術する。
134 あるスターの死　　1976/8/16
往年の大女優マリリン・スワンソンは、もう一度映画に出るため、B.J.に若返り手術を依頼する。
135 夜明けのできごと　　1976/8/23
たかおは工事現場の穴に落ちて重傷になった。父親は学校が与える宿題が多すぎて徹夜続きだったからと主張。教師は親から一流校に行かせるように言われるからと主張する。
136 戦場ガ原のゴリベエ　　1976/8/30
日光の野生猿・ゴリベエは、キャンプ客を襲い食べ物を奪う。B.J.はゴリベエのあとを追い、その巣に死んだメス猿と2匹の子猿を見つける。
137 震動　　1976/9/6
新幹線にはじかれた投石が、八つぁんの奥さんに当たり重態。B.J.が手術を行うが、3分おきに新幹線が通るため、震動で手術ができない。
138 きたるべきチャンス　　1976/9/13
癌の特効薬の発見でノーベル賞をとった綿引博士が食道癌になった。その薬は効かず、妹がB.J.に手術を依頼する。
139 魔女裁判　　1976/9/20
ヨーロッパの町はずれの修道院に、魔女の母子が住むと医師ハンスは言う。そこにいたのは、化学工場の毒ガスによる先天奇形の子供だった。
140 畸形嚢腫パート２　　1976/9/26
ひさしぶりに畸形嚢腫の患者が来た。ピノコの時のようにB.J.は人間にしようとするが．．
141 湯治場の二人　　1976/10/4
座頭医師・琵琶丸が再登場。B.J.と琵琶丸は、メスや針を刀鍛冶の馮二斉に鍛えてもらうために、湯治場に来たのだった。
142 盗難　　1976/10/11
ギッデオン伯爵夫人のためにB.J.が作った義手義足が盗まれた。しかし夫人は盗難届けを出す事を拒む。
143 空からきた子ども　　1976/10/18
ウラン連邦の軍人が垂直離着機を盗みだし、心室中隔欠損の息子を連れてきた。息子はアイゼンメンゲルを複合しており、根治術は無理だった。
144 金！金！金！　　1976/10/25
天馬医師は医師連盟理事長選に没頭、娘はそれを嘆いて飛び降り自殺をはかる。助けられるのはB.J.だけだが、無免許医に執刀させれば落選確実だ。
145 霊のいる風景　　1976/11/1
降霊会で呼び出した霊がトッペイにとりつき、息苦しいから手術をしてくれと言う。B.J.はトッペイを手術する。
146 99.9%の水（原題：限りなく透明に近い水）1976/11/8
ドクター・キリコ6度目の登場。患者はキリコ自身で、病気はアマゾンの伝染病グマ。B.J.は肝切除術を行うが、肝臓から水がどんどん出てくる。
147 昭和新山　　1976/11/15
昭和新山で火口に降りた観光客が岩に腕をはさまれた。B.J.は火口で腕を切断する。
148 落としもの　　1976/11/22
横隔膜ヘルニアのママをB.J.に治療してもらうために、パパは全財産を処分し3000万円の小切手にした。ところがその小切手をどこかへ落としてしまった。
149 やり残しの家　　1976/11/29
B.J.の家のエピソード。大工丑五郎が建てたが、改築工事中に丑五郎は倒れた。広島原爆による30年後の白血病だった。
150 激流　　1976/12/6
渡し守のおかみさんは17人の子持ちで18人目の臨月。B.J.はいかだに乗せてもらったが座礁。おかみさんは胎盤早期剥離を起こし、B.J.はいかだ上で帝王切開を行う。
151 ホスピタル　　1976/12/13
ピアノの天才少年の腕がエウイング肉腫になった。B.J.は恩師本間をばかにされ、見返すためにいったん腕を切断後に再接合術を行う。
152 約束　　1976/12/20
18話、109話と同じく死刑囚の手術。2度に分けた大動脈壁の銃弾摘出。1度目は銃弾が外れないよう固定。2度目の本手術時には、彼は逮捕され死刑が確定していた。
153 フィルムは二つあった（原題：ある映画監督の記録） 1977/1/1
映画監督野崎は息子の皮膚筋炎の治療をB.J.に依頼。その手術を記録映画にした。（連載時には皮膚筋炎ではなく脳性麻痺だった。）
154 失われた青春　　1977/1/3
石油王リングは1年間だけ若くなりたいとB.J.に依頼。ライバル会社に入社したリングは、20年前に奪われた恋人の復讐をする。
155 コマドリと少年　　1977/1/10
コマドリがお金を運んでくる。コマドリの巣に薬瓶があり、鳥のけがを治療をした少年がいることをB.J.はつきとめる。少年は腎盂炎を病んでいた。
156 音楽のある風景　　1977/1/17
世界的外科医チン・キ博士の国では、外国の音楽を聴く事は禁じられていた。チン・キ博士は外界から遮断された手術中だけ、外国の音楽を聴く。
157 Ｂ・Ｊ入院す　　1977/1/24-31合併号
B.J.はけがで個人医に入院した。院長の妹も医師で、B.J.にあこがれる。
158 不死鳥　　1977/2/7
中央アジアの200歳老人の肉腫手術を依頼された。老人は火の鳥の血をすすったため死なないのだという。B.J.の仕事の報酬は火の鳥だという。
159 お医者さんごっこ　　1977/2/14
肺結核がなおらない少女チャコは、B.J.に診てもらいたいという。兄コングは同級生に、B.J.に化けて診てやってほしいと頼む。
160 白い正義　　1977/2/21
B.J.にかかりにくるはずの脳腫瘍の患者は、途中で東西病院に入院した。それを勧めたのは同院の外科医長の白拍子。患者はマニラのギャングのボスだった。
161 上と下　　1977/2/28
焼久曾社長が大動脈瘤破裂で倒れた。Rh-の血液型の力さんの輸血で社長は助かる。今度は力さんが大けがをし、社長は．．
162 気が弱いシラノ　　1977/3/7
少女ジュンは栗州に恋していたが、栗州は交通事故で急死する。ジュンを愛する白野は、身代わりに自分の顔を栗州に整形する。
163 本間血腫　　1977/3/14
本間血腫とはB.J.の恩師本間を引退させた、謎の心腔内血腫だった。B.J.はこれを治療するために人工心臓を開発する。
164 勘当息子　　1977/3/21
B.J.が泊まった民宿の女主人のところへ、勘当した息子が帰ってきた。息子は医者になったばかり。女主人は腹痛を発症する。
165 おとずれた思い出　　1977/3/28
頭部外傷で記憶をなくした女性が受診した。はじめての素顔だったが、ピノコが生まれた畸形嚢腫の手術痕がおなかにあった。
166 リンチ　　1977/4/4
患者はシシリー島の子宮癌患者。患者はB.J.の診察をいやがり、村人をやとってB.J.をリンチにかける。
167 春一番　　1977/4/11
B.J.が角膜移植をした女生徒千晶は、暗がりに男が見えると言う。角膜提供者は殺された女性だった。ある時千晶は本当にその男に会った。
168 三者三様　　1977/4/18
北海道でガス爆発事故が起こり、けが人が多数。無免許でつかまっていたB.J.は、無罪放免とひきかえに、加藤清正という男の手足を接合する。
169 モルモット　　1977/4/25
K大病院の患者羽仁夫は、実験動物室のモルモットを見に行くのが好きだった。あるときそのモルモットが解剖されると知り．．
170 助っ人　　1977/5/2
山田野教授は視力が衰え、引退の時期を模索していた。しかし助教授らがむりやり教授にメッケル憩室の手術をさせる。
171 壁　　1977/5/9
ケンは多発動脈炎で余命1年。女友達ルビは「人生ってすぐつきあたる壁だらけみたい。えんえんと壁が死ぬまで続くのね。」という。ケンは高校入学後死んだ。
172 命のきずな　　1977/5/16
空港で待機していたB.J.の目の前で飛行機事故が起こり、B.J.は女と赤ん坊の治療をすることになる。
173 あつい夜　　1977/5/23
ハワイの農園主ダグラスは3回狙撃にあっていた。犯人は実は彼の主治医ベトナム人。理由は10年前のベトナム戦争だった。
174 身の代金　　1977/5/30
犯人ターリンが誘拐した子供が蜂窩織炎になる。B.J.が要求した手術代は身代金と同額の1000万円。
175 闇時計　　1977/6/6
アフリカでB.J.らはダイヤの原石を求めて廃坑に入り、落盤が起こる。ちょうど朝7時に外を猟師が通るから、その時に助けを求めれば助かるが、闇の中で時間をどう知るか。
176 信号　　1977/6/13
社長は穴に落ち、酸欠のため植物状態になってしまった。社長はときどき奇妙な呼吸をする。
177 死への一時間　　1977/6/20
キリコ7度目の登場。彼が持つ安楽死用の薬を、心臓病薬と勘違いした若者ジュリアーノが盗み、その母親が飲んでしまう。
178 鯨にのまれた男　　1977/6/27
鯨にのまれた少年3人のうち1人がB.J.によって助かる。ただし皮膚が溶けて外見が変わり、記憶もなくし、誰かわからない。
179 メス　　1977/7/4
かつて緊急時にメスを貸してくれた清水医師へ、お礼に訪問したB.J.。ところが清水医師は死んでおり、妹の内科医清水きよみが応対する。
180 土砂降り　　1977/7/11
内科女医・清水は、土砂降りによる崖崩れの下敷きになり重傷。B.J.が手術するが、冠動脈が細すぎ手術に耐えられなかった。単行本では前作とあわせて一話となっている。
181 通り魔　　1977/8/1
アラスカで連続傷害事件が発生。B.J.はミサイル基地から円形に5km離れた場所で、ミサイル発射の時に起こる事件と気がつく。
182 ご意見無用　　1977/8/8
患者はやくざの息子で、無人島で大けがをした。B.J.は船で本土へ連れかえろうとするが、患者は拒否し船を壊す。
183 おとうと　　1977/8/15
英一はがん。弟の英三は医者にした息子に治療をさせると申し出、B.J.に息子の身代わりを依頼する。
184 猫上家の人々　　1977/8/22
B.J.は猫上家を訪ねた。1年前までこの町で夜巨人の化け物が歩いていたという。B.J.は枯れ井戸や土蔵を捜索し、この家の殺人事件の謎を解く。
185 六等星　　1977/8/29
真中病院の椎竹という医師の話をB.J.が語る。20年間下積みを続けた医師で、「医者は欲が優先しちゃおしまいですよ。」と言っていた。
186 アヴィナの島　　1977/9/5
小島の姫アヴィナに求婚するため、クナはダイビングの儀式に参加し、大けがをする。翌年にもう一度挑戦する。
187 キモダメシ　　1977/9/12
B.J.とピノコは田舎の温泉宿に来る。県会議員の息子で嫌われもののツヨシは、きもだめしの途中に崖から落ちて大けが。次の順番の茂一はツヨシを発見するが、見ぬふりをする。
188 肩書き　　1977/10/31
A国皇帝は医者でもあり、B.J.の手術の見学を希望した。手術の助手にさせてほしいという申し出を、B.J.は断ったが、ピノコの助手という肩書きで手術に参加させる。
189 銃創　　1977/11/7
B.J.は強盗に銃で撃たれた。居合わせた愛想医大出身の医師に手術を依頼する。手術途中にB.J.は意識を失う。
190 一ぴきだけの丘　　1977/11/14
B.J.は札幌オリンピック跡地で転落し重傷。クマがB.J.をふもとまで引きずってくれた。そのクマ・タローの大動脈のそばには、以前ハンターが撃った銃弾が残っていた。
191 小うるさい自殺者　　1977/11/21
キリコ8度めの登場。B.J.は自殺願望の少年・たかしをキリコへ預ける。そこでたかしは安楽死を待つ腎不全の少女・千代子と出会う。
192 命を生ける　　1977/11/28
生け花の家元の娘は骨髄性ポルフィリア。余命わずかで、明るい場所に出られない。家元は人前に出られるようにしてほしいと希望。B.J.は肝・脾・皮膚移植をする。
193 ある老婆の思い出　　1977/12/5
ある老婆の思い出として話が進む。彼女が若い頃出会ったのは、子宮破裂の患者と、たまたま出くわしたB.J.だった。
194 二人三脚　　1977/12/12
ヒゲオヤジの息子、昭吾は不良で過激派に入った。爆弾が爆発しヒゲオヤジは死に、昭吾は重症になる。
195 二人目がいた　　1977/12/19
115話に続くB.J.の復讐。相手の姥本はすでに癌の末期だった。B.J.は彼をいったん治してから復讐しようと考える。
196 腫瘍狩り　　1978/1/1
160話に登場した医師、白拍子が再登場。彼が採用したアメリカのレーザー癌治療機に、神経障害を起こす欠陥がある事が判明する。
197 ゴーストタウンの流れ者　1978/1/2
B.J.はゴーストタウンに迷いこむ。そこに隠れていた脱獄囚トムは、腕が壊疳を起こしていた。
198 浮世風呂　　1978/1/9
柔道部の大平は、銭湯の女風呂から聞こえる声に恋していた。それはピノコ。しかし彼が外でこの人と目当てた女性はピノコでなく、やくざの情婦だった。
199 終電車　　1978/1/16
ブラック・クイーンこと桑田このみが再登場。彼女の夫は中東で働き、別居生活が続いていた。三尖弁閉鎖症の手術を翌日にひかえて、B.J.に会う。
200 すりかえ　　1978/1/23-30合併号
エリ子は、生んだばかりの子供が、レテラー・ジーベ病で余命わずかと知らされた。それで他人の子とすりかえて自分の子として育てる。それを見ていた者がいた。
201 助けあい　　1978/2/6
以前B.J.は海外で誤認逮捕され、商社マン・蟻谷の証言で助けられた事があった。蟻谷が会社に裏切られて重傷になった時、B.J.は全力で助けに向かう。
202 20年目の暗示　　1978/2/13
71話と類似談。B.J.には指が硬直する持病があった。20年前にB.J.が大けがした時、やがて指が動かなくなるという浅草医師の言葉の暗示にかかったのだった。
203 がめつい同士　　1978/2/20
高利貸しの合羽は町工場の一家から権利書を取り上げ、一家は心中する。B.J.は救急車の中で家族を数分で救命する。
204 消え去った音　　1978/2/27
空港のジェット機の騒音に悩まされる住民。田田川は発作的に耳を自傷する。B.J.は騒音だけは聞こえないようにする手術を行う。
205 海は恋のかおり　　1978/3/6
50話の如月恵のエピソードその2。恵にあこがれた16歳の少年が、全身の刺青をなくす手術をB.J.に依頼する。
206 山猫少年　　1978/3/13
B.J.は、山猫に育てられた少年オプーの頭蓋形成術を行う。オプーは少しずつ知能を取り戻していったが．．
207 しめくくり　　1978/3/20
作家の井中は、大河小説のクライマックスで、死を迎えた主人公が書けずに連載が中断していた。B.J.は彼の膵臓癌の手術を姑息的に行う。
208 ブラック・ジャック病　1978/3/27
ガボンのクーマ医師は、胃が硬化し死ぬ病気をブラック・ジャック病と名付けた。B.J.は病名を撤回させるべくガボンに向かう。
209 落下物　　1978/4/3
前話の続編。ブラック・ジャック病は放射線に汚染されたイモを食べて起こる病気だった。その原因は落下した原子炉衛星だった。
210 家出を拾った日　　1978/4/10
B.J.は家出少年・菊地を拾った。彼の元女性教師・田代は事故で顔の外傷を受けていた。顔面の手術を菊地の父親の医院で行う。
211 未知への挑戦　　1978/4/17
B.J.は宇宙人の手術を依頼される。地球人の攻撃を受けて負傷し、彼らの治療機械も破壊されたのだと。
212 ある女の場合　　1978/5/8
B.J.は深夜の駅で肝硬変の女の静脈瘤破裂を手術する。B.J.の請求した手術料はラーメン1杯。
213 人形と警官　　1978/5/15
B.J.は信号無視で警官に捕まり、見逃してくれれば、けがをした時には無料でなおすと約束した。その警官が交通事故にあった。
214 鳥たちと野郎ども　　1978/5/22
南イタリアでギャングに撃たれたトニオの治療を依頼される。B.J.はいったん断るが、多くの鳥に引き止められる。
215 山小屋の一夜　　1978/5/29
嵐の山道で、B.J.は身重の女を車に乗せる。女は自殺志願だとB.J.は気づいた。土砂崩れで2人は山小屋に避難する。
216 裏目　　1978/6/5
B.J.はハリウッドで映画への出演を依頼されるが拒否する。映画スタッフは重傷患者を作って手術してもらおうとたくらむ。
217 コレラさわぎ　　1978/6/12
B.J.は東南アジア帰りの同級生と飲むが、その医師はコレラに感染していた。B.J.は別宅に自分を隔離する。本宅には脈なし病の患者が来ていて、ピノコ一人で対応する。
218 山手線の哲　　1978/6/19
山手線の哲はスリ。暴力団の金をねらったため、両手指を切り落とされる。友引ランプ警部は、指をつなぐ手術をB.J.に依頼する。
219 戦争はなおも続く　　1978/6/26
ルナンは椎間板ヘルニア。なおれば戦士として戦場に送られる。母親は強引なリハビリをさせて症状を悪化させるのだった。
220 カプセルをはく男　　1978/7/3
旅客機でB.J.のとなりに座った男は、トイレで大量のカプセルを吐き、甲川病院への移送を頼んだ。カプセルの中身は麻薬だった。
221 黒潮号メモ　　1978/7/10
マニラから日本へカヌーで旅する企画の帆村六久は、出発直前に車で接触事故を起こす。相手の車にはB.J.の患者が乗り、心筋梗塞で死んだ。B.J.は謝罪を要求する。
222 ピノコ・ミステリー　　1978/7/17
B.J.に手紙が来ていた。ピノコは畸形嚢腫から生まれたのではなく、爆発にあった人の娘を、死んだと見せかけて復活させたのだという。
223 もらい水　　1978/7/24
手瀬間医院の院長は、病室が足りなくなるごとに老母に外泊を頼んでいた。老母は山小屋に泊まっていたが、地震が起こり．．
224 密室の少年　　1978/7/31-8/7
交通事故で手足が麻痺した少年は、かわりに念動力を操るようになる。念動力は暴走し、少年に警官が発砲する。
225 動けソロモン　　1978/8/14
ピノコがプールで知り合った青年はアニメーターだった。青年は突然腹痛を起こした。B.J.が手術すると癌で、以前にも手術をしていた。
226 ポケットモンキー　　1978/8/21
B.J.の車の前に飛び出した男は跳ねられて死んだ。ところが被害者がいつも服のポケットに飼っていたポケットモンキーが見つからない。
227 刻印　　1978/8/28
28話の改作。B.J.の幼馴染みの親友、間久部緑郎に指紋の付け替えを依頼される。手術後、間久部の手下がB.J.を爆死させようとする。
228 台風一過　　1978/9/11
B.J.は歌手・マニーの子宮外妊娠の手術を依頼される。彼女は卵管破裂を合併し緊急手術に。
229 人生という名のＳＬ　　1978/9/18
連載の最終回。B.J.は夢の中でＳＬに乗っていた。そこで如月恵に、キリコに、本間先生に、成長したピノコに会う。
230 身代わり　　1979/1/15
B.J.は交通事故にあったクロイツェル博士の身代わりとして癌手術を依頼される。ばれないように、手術だけして消えてほしいという依頼だった。
231 復しゅうこそわが命　　1979/1/22-29合併号
テロリストの無差別爆破で、南米のある一家が全滅。一人だけ生き残った娘は、主治医であるB.J.が犯人だと思い込む。
232 虚像　　1979/4/30
B.J.は小学校の同窓会に出席。同窓生は恩師、志摩の行方を探す。ところが志摩は麻薬中毒になっていた。
233 骨肉　　1979/9/24
68話に登場した、マカオの父親が脳出血で死亡。後妻の蓮花は、B.J.に遺産相続を放棄させようと呼び出す。B.J.は暴漢につかまり左脚に重傷を負う。
234 再会　　1980/2/4
トラック運転手のアキラは女性を跳ねた。彼女は記憶喪失となりアキラと同居する。１年後に彼女は記憶を取り戻した。
235 話し合い　　1980/9/15
学校の番長のメ沢は、話し合おうとする教師を半殺しにする。その場に立ち会ったB.J.は、メスを投げメ沢を刺す。
236 されどいつわりの日々　1980/12/1
アイドルの桃田善江は、交通事故で頸椎骨折を起こし四肢麻痺。B.J.は椎弓切除術で治癒させるが、善江はもう一度交通事故をし自殺してしまう。
237 Ｂ・Ｊそっくり　　1982/1/1
少女チヨコは自殺をはかる。理由は植物状態の85歳の祖母の治療費、母の看護疲れだった。祖母は黒松医師により生命を維持されていた。
238 過ぎ去りし一瞬　　1982/6/11-7/2
唯一の4回連載。今村健平は赤ん坊のころ銃弾を受け、傷も残さず摘出されたという。B.J.と健平はエルサルバドルに行き過去の謎を追う。
239 流れ作業　　1983/1/14
福禄外科病院は合理的な流れ作業を導入していた。ある日福禄の娘が交通事故で重傷になった。しかし緊急手術のスケジュールを割り込ませる事ができない。
240 短指症　　1983/1/21
テキサスの牧場主の息子は、3歳児で脳腫瘍。B.J.の手術を妨害する3人組があらわれたが、その依頼主は牧場主自身だった。
241 笑い上戸　　1983/6/10
B.J.の中学生時代の思い出。級友にゲラという笑い上戸がいた。ある時ゲラは借金取りにB.J.のダーツで喉を刺されて入院、以後行方知れずになる。
242 オペの順番　　1983/10/14
西表島の遊覧船で猟銃乱射事件が起こり、2人とヤマネコ1匹が受傷した。B.J.は傷の重いものから手術する。最優先はヤマネコだった。